# À l'est de Shanghaï (film, 1931)
Pour les articles homonymes, voir À l'est de Shanghaï.
Pour plus de détails, voir Fiche technique et Distribution.
À l'est de Shanghaï (Rich and Strange) est un film britannique d'Alfred Hitchcock, sorti en 1931.

## Synopsis
Pour échapper à l'ennui de la vie citadine, un jeune couple londonien entreprend une croisière à la suite d'un héritage providentiel. Fred est le plus souvent cloué dans sa cabine par le mal de mer. À mesure que le voyage progresse le lien se distend et Fred, pendant la croisière, s'éprend d'une soi-disant princesse. Emily se désole et ne réagit pas. De son côté, elle est courtisée par un homme plus âgé, le commandant Gordon (Percy Marmont).
À Singapour, Fred et Emily se retrouvent, lui abandonné par l'aventurière qui se faisait passer pour une princesse, elle, partagée entre un amour véritable auquel elle renonce et son attachement pour Fred, qui s'est accru depuis qu'au lieu de le vénérer elle est devenue consciente de ses faiblesses. À court d'argent, l'aventurière ayant fui pour Rangoon avec 1 000 livres qu'elle a prises à Fred, le couple rentre à la maison à bord d'un cargo incertain, qui fait naufrage. Après une collision dans le brouillard, le bateau est abandonné par tous ses occupants ; mais Fred et Emily, bloqués dans leur cabine, attendent de mourir noyés. Le matin, ils s'aperçoivent que le bateau flotte encore, ils recouvrent leur pyjamas de vêtements de marins trop larges et se servent un verre au bar.
Arrive une jonque chinoise, dont les occupants sont venus pour piller le navire. Le couple s'y glisse prudemment sans qu'on le rejette ; après s'être régalés à leur insu du chat du cargo, ils assistent à une naissance. De retour à Londres, ils retrouvent avec émotion leur vie et leurs scènes de ménage, et projettent d'avoir un enfant.

## Commentaires
Jean-Christophe Averty soulignait la singularité et l'étrangeté du récit.
Il semble que le couple d'Alma Reville et d'Alfred Hitchcock, coauteurs de ce récit, y ait instillé quelques-unes de ses préoccupations : l'union du couple l'emporte sur la tentation de l'adultère, la connaissance réciproque est préférée à l'aventure romanesque, l'humour aide à supporter l'usure du quotidien.
Le film n'a pas reçu toutefois un bon accueil du public ni de la critique. Cet insuccès peut s'expliquer par le fait que le film est à la transition entre le muet et le sonore. Les plans dialogués représentent un quart de la durée du film, qui recourt par ailleurs aux cartons intercalaires, avec encore parfois un jeu d'acteurs outré à la manière du muet.
Le burlesque, notamment dans les scènes londoniennes du début, est intéressant et efficace, très proche de celui de Chaplin en même temps qu'apparenté au comique toujours sous-jacent dans les histoires à suspense dont Hitchcock se fera une spécialité. Le metteur en scène ne fait pas d'apparition dans ce film.

## Fiche technique
- Titre original : Rich and Strange (litt. « Riche et étrange ») ou East of Shanghai aux États-Unis
- Titre français : À l'est de Shanghaï
- Réalisation : Alfred Hitchcock
- Scénario : Alma Reville, Alfred Hitchcock, Val Valentine d'après un thème de Dale Collins
- Photographie : Jack J. Cox, Charles Martin
- Décors : C.Wilfred Arnold
- Montage : Rene Marrison et Winifred Cooper
- Musique : Hal Dolphe
- Production : John Maxwell pour la British International Pictures Ltd.
- Pays d'origine : Grande-Bretagne
- Format : Noir et Blanc
- Genre : comédie
- Durée : 83 minutes
- Dates de sortie :
  - Royaume-Uni : 10 décembre 1931
  - France :6 octobre 1976

## Distribution
- Henry Kendall : Fred Hill
- Joan Barry : Emely Hill
- Percy Marmont : le commandant Gordon
- Betty Amann : la « princesse »
- Elsie Randolph : Elsie, la vieille demoiselle

## Autour du film
- Le titre original est inspiré d'un vers de La Tempête, de Shakespeare.
- Joan Barry est l'actrice qui avait doublé Anny Ondra dans Chantage.
- Quarante ans plus tard, Hitchcock confie un autre rôle à Elsie Randolph dans Frenzy.
- Alfred Hitchcock ne fait pas son apparition traditionnelle (caméo) dans le film.
- Strange and Rich est un film canadien de Arvi Liimatainen sorti en 1994